# Il gioco dei giochi
Il gioco dei giochi è stato un programma televisivo italiano di genere tra il varietà e il game show, in onda su Canale 5 nel 1991 a partire dal 15 marzo, il venerdì alle ore 20:40.
Condotto da Lino Banfi (di cui è anche uno degli autori) con Rosanna Banfi, nel cast si vedevano i nomi di Ric e Gian, Aldo Ralli e Sonia Grey, oltre a dodici bionde ballerine chiamate "Tuttifrutti" che danzavano al ritmo delle musiche firmate dal Augusto Martelli; quest'ultimo è anche il compositore della sigla Giocando giochendo, cantata da Banfi.

## Il programma
Ne Il gioco dei giochi, ogni settimana tre concorrenti semplicemente scommettono sulla riuscita di prove da parte degli ospiti famosi che partecipano alla trasmissione.